# Футболист на годината в Русия
„Футболист на годината в Русия“ е класация, в която се избира най-добрият играч в шампионата на Русия всяка година.
До 2010 г. класацията се определя от вестник „Спорт-Експрес“ и от списание „Футбол“. От 2011 г. класацията се определя от междурегионалния руски профсъюз.

## Победители в класацията на Спорт-Експрес
- 1991 Игор Корнеев
- 1992 Игор Ледяхов
- 1993 Виктор Онопко
- 1994 Игор Симутенков
- 1995 Иля Цимбалар
- 1996 Андрей Тихонов
- 1997 Дмитрий Аленичев
- 1998 Егор Титов
- 1999 Алексей Смертин
- 2000 Егор Титов
- 2001 Руслан Нигматулин
- 2002 Дмитрий Лосков
- 2003 Дмитрий Лосков
- 2004 Дмитрий Сичов
- 2005 Даниел Карвальо
- 2006 Андрей Аршавин
- 2007 Константин Зирянов
- 2008 Вагнер Лав
- 2009 Алехандро Домингес
- 2010 Александър Кержаков
- 2011 Сейду Думбия

## Победители в класацията на списание „Футбол“
- 1992 Виктор Онопко
- 1993 Виктор Онопко
- 1994 Игор Симутенков
- 1995 Иля Цимбалар
- 1996 Андрей Тихонов
- 1997 Дмитрий Аленичев
- 1998 Егор Титов
- 1999 Алексей Смертин
- 2000 Егор Титов
- 2001 Руслан Нигматулин
- 2002 Дмитрий Лосков
- 2003 Дмитрий Лосков
- 2004 Дмитрий Сичов
- 2005 Даниел Карвальо
- 2006 Андрей Аршавин
- 2007 Константин Зирянов
- 2008 Юри Жирков
- 2009 Алехандро Домингес
- 2010 Дани
- 2011 Сейду Думбия
- 2012 Роман Широков
- 2013 Роман Широков
- 2014 Сейду Думбия
- 2015 Хълк

## Победители в класацията на РФС
- 2006 Андрей Аршавин
- 2007 Константин Зирянов
- 2008 Юрий Жирков
- 2009 Алехандро Домингес
- 2010 Александър Кержаков
- 2011 Денис Глушаков
- 2012 Игор Денисов
- 2013 Игор Акинфеев
- 2014 ?
- 2015 Хълк